# 28 Jours en sursis
Pour plus de détails, voir Fiche technique et Distribution.
28 Jours en sursis, ou 28 Jours au Québec (28 Days), est un film américain réalisé par Betty Thomas, sorti en 2000.

## Synopsis
Après un accident de voiture en état d'ivresse, survenu le jour du mariage de sa sœur, Gwen Cummings se voit contrainte de choisir entre la prison et la cure de désintoxication. La justice lui donne 28 jours pour l'obliger à admettre qu'elle est dépendante. Face aux autres patients en qui elle ne se reconnait pas, et face à Cornell Shaw, elle finit par lâcher prise et regarder au fond d'elle-même à la recherche des vraies valeurs.

## Fiche technique
- Titre original : 28 Days
- Titre français : 28 Jours en sursis
- Titre québécois : 28 Jours
- Réalisation : Betty Thomas
- Scénario : Susannah Grant
- Musique : Richard Gibbs
- Production : Jenno Topping (en) et Celia Costas
- Société de production : Columbia Tristar
- Pays de production :  États-Unis
- Langue originale : anglais
- Genre : drame
- Durée : 105 minutes
- Dates de sortie :
  - États-Unis : 14 avril 2000
  - France : 21 juin 2000

## Distribution
Source doublage VF : RS Doublage Source doublage VQ: Doublage Québec
- Sandra Bullock (VF : Anneliese Fromont ; VQ : Hélène Mondoux) : Gwen Cummings
- Azura Skye (VF : Edwige Lemoine ; VQ : Sophie Léger) : Andrea Delaney
- Dominic West (VF : Philippe Vincent ; VQ : Daniel Picard) : Jasper
- Viggo Mortensen (VF : Patrick Laplace ; VQ : Pierre Auger) : Eddie Boone
- Elizabeth Perkins (VF : Marie-Laure Beneston ; VQ : Lisette Dufour) : Lily Cummings
- Alan Tudyk (VF : Éric Missoffe ; VQ : Daniel Lesourd) : Gerhardt
- Reni Santoni (VF : Michel Fortin ; VQ : Marc Bellier) : Daniel
- Marianne Jean-Baptiste (VF : Annie Milon ; VQ : Rafaëlle Leiris) : Roshanda
- Diane Ladd (VF : Janine Souchon ; VQ : Béatrice Picard) : Bobbie Jean
- Mike O'Malley (VF : Christian Bénard ; VQ : Denis Roy) : Oliver
- Steve Buscemi (VF : Daniel Lafourcade ; VQ : François Sasseville) : Cornell Shaw
- Judith Chapman (VF : Marie-Martine) : Deirdre
- Margo Martindale (VF : Monique Thierry ; VQ : Isabelle Miquelon) : Betty
- Susan Krebs (VF : Anne Kreis ; VQ : Johanne Garneau) : Evelyn
- Elijah Kelley : Darnell